# Fontanna Trzech Cesarzy w Ostródzie
Fontanna Trzech Cesarzy – fontanna w formie obelisku z konchami znajdująca się na placu Tysiąclecia Państwa Polskiego w centrum Ostródy (województwo warmińsko-mazurskie).

## Historia
Obiekt odsłonięto w 1907 (ówcześnie na obszarze Cesarstwa Niemieckiego) celem upamiętnienia trzech niemieckich cesarzy pochodzących z Prus i rządzących w jednym roku – 1888, byli to kolejno: Wilhelm I, Fryderyk III i Wilhelm II. Po 1945 zlikwidowano wizerunki cesarzy, a w latach 60. XX wieku sam obelisk. W jego miejsce wzniesiono fontannę z trzema syrenami.
Wygląd pierwotny przywrócono fontannie 1 maja 2004 (dzień wejścia Polski do Unii Europejskiej) i nadano jej nazwę Pomnika Jedności Europejskiej. W miejscu wizerunków trzech cesarzy umieszczono herby miast partnerskich Ostródy.

## Galeria

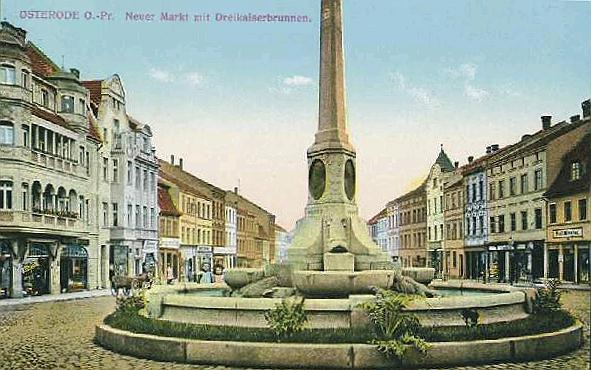
Widok historyczny
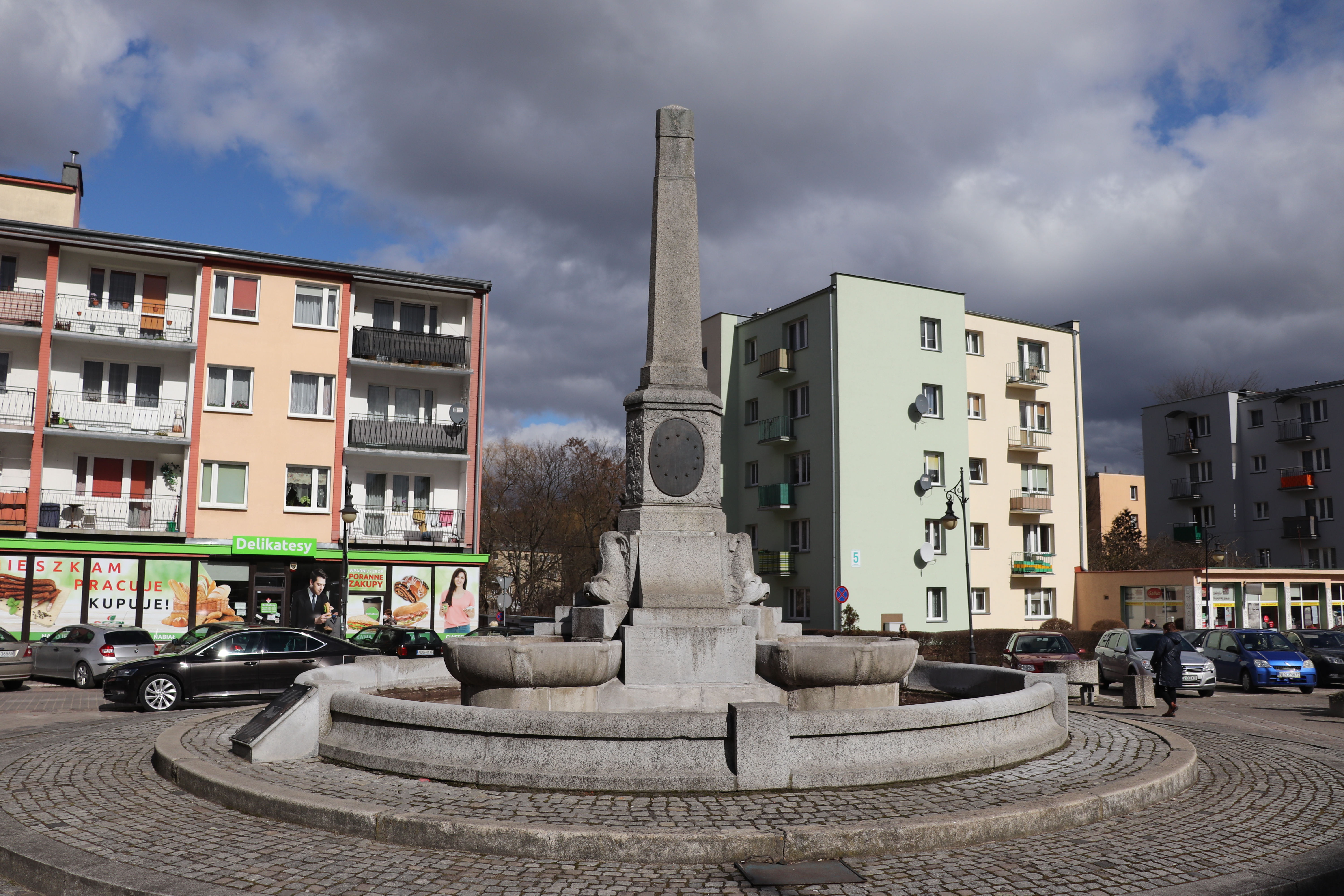
Widok współczesny